# Monumento a los Descubridores
El Monumento a los Descubridores, también conocido como Columna del IV Centenario, es un ejemplar de arte público en el "Paraje de la Rábida" de la ciudad española de Palos de la Frontera. Está dedicado a los «descubridores» de América.

## Historia y descripción

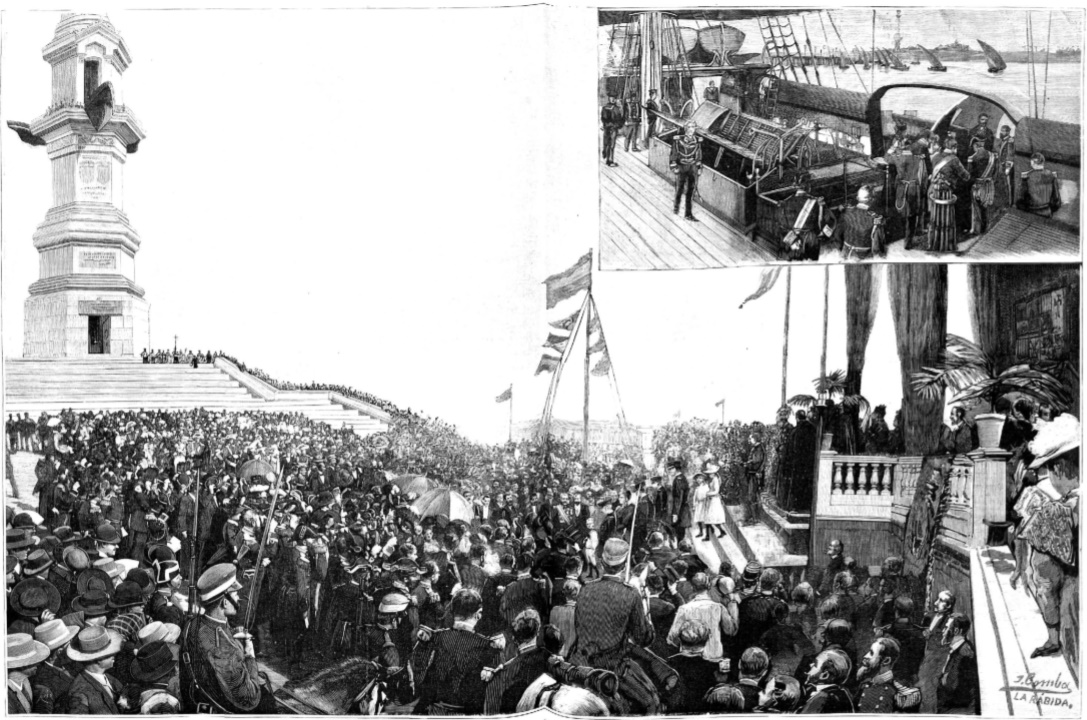
Grabado basado en un bosquejo de Juan Comba publicado en La Ilustración Española y Americana ilustrando la inauguración del monumento.

Hacia el comienzo de la década de 1890, la Diputación Provincial de Huelva confió a Ricardo Velázquez Bosco la erección de un monumento a Colón y los exploradores de América en una parcela anteriormente poseída por la Casa de Alba, en las proximidades del monasterio de la Rábida.
El monumento fue inaugurado el 12 de octubre de 1892, el día que marcaba el 400.º aniversario de la llegada de Cristóbal Colón a América (a una isla del Caribe). El proyecto original constaba de un pedestal hexagonal con varios cuerpos, que servía como zócalo de una columna, coronada por un globo terráqueo. Entre 1963 y 1967 el monumento experimentó una restauración Luis Martínez-Feduchi, que alteró sustancialmente la obra original. En los albores del siglo XXI, el monumento se encontraba en un estado de conservación muy deficiente. Fue declarado bien de interés cultural, con categoría de Monumento, en 2008.
Una nueva restauración, que pretendía consolidar el monumento instalando un núcleo de hormigón armado, aprovecharía para recuperar también elementos de la obra original, como el orbe terráqueo o una corona; se ejecutó durante la década de 2010. Los trabajos acabaron por 2014, y el monumento, con una altura de 54,90 m (incluyendo los elementos recuperados), fue vuelto a inaugurar el 31 de julio de 2014. Tres cabezas talladas representando a nativos americanos (al parecer correspondientes a las civilizaciones azteca, maya y taína) parte del monumento original fueron halladas enterradas bajo este hacia 2011 durante el desmontaje de la columna.